# Donald Lippincott
Donald Fithian Lippincott , ameriški atlet, * 16. november 1893, Philadelphia, ZDA, † 9. januar 1963, Philadelphia.
Lippincott je nastopil na Poletnih olimpijskih igrah 1912 v Stockholmu, kjer je osvojil srebrno medaljo v šprintu na 200 m in bronasto na 100 m. V predtekmovanju je z 10,6 postavil prvi uradno priznani svetovni rekord v šprintu na 100 m.